# Застільні пісні
Застільні пісні — пісенний жанр, поширений в усній народній творчості; пісні, які зазвичай співають під час застіль, святкових прийомів їжі або пісні, що описують самі застілля.

Відомі здавен, зокрема в античну добу, називалися вакхічними піснями на честь покровителя виноробства Вакха (Діоніса), а також — сколіями, одним з відомих авторів яких був Солон (близько 638—558 до н. е.).
В літературі Нового часу застольна пісня репрезентована іменами ісландців Х. П'єтурссона («Пивна пісня»), С. Оулаффсона («Пивна пісня»), шведа Л. Лусідора (цілий цикл застільних пісень), далмата І. Буніча («Здравиця»), німців Й. В. Гьоте («Застільна»), Ф. Шіллера («Пуншева пісня»), угорця Ш. Пьотефі («Застільна пісня»), словенця Ф. Прешерна («Здравиця»), аварця Гамзата Падаса («Застільна пісня») та інших. У російській поезії до цього жанру
звертались П. Вяземський («Заздравна пісня»), Пушкін («Каверіну»), Д. Самойлов («Заздравна пісня»), П. Антокольський («Застільна»), В. Соснора («Застільна новгородських заколотників»). В українській поезії — Ю. Федькович («Як засядьмо, браття, коло чари»), С. Руданський («Хлопці — молодці, пийте, гуляйте»).